# Fossaria parva
Fossaria parva is een slakkensoort uit de familie van de Lymnaeidae. De wetenschappelijke naam van de soort is voor het eerst geldig gepubliceerd in 1841 door I. Lea.